# Willem Johan Kolff
Willem Johan "Pim" Kolff (Leiden, 14 de fevereiro de 1911 — Condado de Delaware, 11 de fevereiro de 2009) foi um pioneiro da hemodiálise assim como a área de órgãos artificiais. Willem é um membro da família Kolff, uma família de patrícios holandesa. Ele fez suas grandes descobertas na área de diálise para tratar falência renal durante a 2ª Guerra Mundial. Ele emigrou em 1950 para os Estados Unidos, onde ele obteve cidadania americana em 1955, e recebeu vários prêmios e reconhecimento por seu trabalho. 

## Países Baixos
Nascido em Leiden, Países Baixos, Kolff era o mais velho de uma família de 5 meninos. Kolff estudou medicina na sua cidade natal na Universidade de Leiden, e continuou como residente clínico geral na Universidade de Groningen. Um de seus primeiros pacientes foi uma mulher de 22 anos que estava morrendo lentamente de falência renal. Isso instigou Kolff a pesquisar sobre técnicas artificiais de substituição renal. Também, durante sua residência, Kolff organizou o primeiro banco de sangue na Europa (em 1940). O primeiro protótipo de diálise de Kolff foi desenvolvido em 1943, construído de latas de suco de laranja, partes de carro e embalagens de salsichas. Durante dois anos, Kolff tentou tratar 15 pessoas com sua máquina, mas todos morreram. Em 1945, Kolff tratou com sucesso sua primeira paciente, uma mulher de 67 anos de idade, de falência renal usando sua máquina de hemodialise.
Durante 2ª Guerra Mundial, ele estava em Kampen, onde ele foi ativo na resistência contra a ocupação alemã. Simultaneamente, Kolff desenvolveu o primeiro rim artificial funcional. Ele tratou seu primeiro paciente em 1943, e em 1945 ele conseguiu salvar a vida do primeiro paciente com o tratamento da hemodiálise. em 1946 ele obteve um PhD summa cum laude na universidade de Groningen sobre o assunto. Isso marca o início do tratamento que salvou vidas de milhões de pessoas com falência renal aguda ou crônica.

## Estados Unidos
Quando a guerra acabou, Kolff doou seu rim artificial para outras instituições para espalhar a familiaridade com a tecnologia. Na Europa, Kolff mandou sua máquinas para Londres, Amsterdam e para a Polônia. Mandou também outra máquina para o Dr. Isidore Snapper no hospital Monte Sinai na cidade Nova York que foi usada para realizar a primeira diálise humana nos Estados Unidos em 26 de Janeiro de 1948 sobre a supervisão dos Drs. Alfred P. Fishman e Irving Kroop.
Em 1950, Kolff saiu dos Países Baixos para procurar oportunidades nos Estados Unidos. Na clínica de Cleveland, ele esteve envolvido no desenvolvimento de máquinas que mantém a função do pulmão e do coração durante cirurgia cardiovascular. Ele também melhorou a máquina de diálise. No hospital feminino de Brigham, com financiamento do governo americano, ele desenvolveu a primeira produção de rins artificiais.
Ele se tornou o chefe da divisão de órgãos artificiais no Instituto de Bioengenharia da Universidade de Utah em 1967, onde ele esteve envolvido com o desenvolvimento do coração artificial, o primeiro qual foi implantado em 1982 no paciente Barney Clark, que sobreviveu por quatro meses, com o coração ainda funcionando quando Clark morreu.

## Impacto
Kolff é considerado o pai dos órgãos artificiais, e é considerado um dos mais importantes médicos do século 20. Ele obteve mais de 12 doutorados honorários em universidades ao redor do mundo, e mais de 120 prêmios internacionais, entre eles o Harvey Prize em 1972, AMA Scientific Acievment Award em 1982, the Japan Prize em 1986, the Albert Lasker Award for Clinical Medical Research em 202, e o Russ Prize em 2003. Em 1990 a revista Life incluiu ele numa lista das 100 pessoas mais importantes do século 20. Ele foi co-nomeado com William H. Dobelle para o prêmio Nobel de Psicologia ou Medicina em 2003. Robert Jarvik, que trabalhou no laboratório de Kolff na Universidade de Utah começando em 1971, deu créditos a Kolff a inspira-lo a desenvolver o primeiro coração artificial permanente.
Kolff morreu três dias antes do seu aniversário de 98 anos em 11 de fevereiro de 2009, em um centro de cuidados na Filadélfia. Em 29 de Fevereiro de 2012.